# Boceni, Mehedinți
Boceni este un sat în comuna Tâmna din județul Mehedinți, Oltenia, România.